# Championnat de Cuba de football 2013
Navigation
Saison précédente Saison suivante
La saison 2013 du Championnat de Cuba de football est la quatre-vingt-dix-huitième édition du Campeonato Nacional de Fútbol, le championnat de première division à Cuba. La compétition met aux prises les équipes représentant les seize provinces cubaines.
La compétition comporte trois phases : 
- Les seize équipes sont réparties en quatre groupes de quatre, par zones géographiques. Chacune dispute deux rencontres contre les membres de son groupe. Les deux premiers de chaque groupe poursuivent la compétition.
- Lors de la seconde phase, les huit qualifiés sont regroupés au sein d'une poule unique. Ils se rencontrent trois fois. Les quatre premiers se qualifient pour la phase finale.
- La phase finale voit les quatre formations encore en lice s'affronter en matchs à élimination directe (demi-finales et finale), en rencontres aller et retour.

C'est le double tenant du titre, le FC Villa Clara qui remporte à nouveau la compétition cette saison après avoir battu le FC Pinar del Río en finale. Il s'agit du treizième titre de champion de Cuba de l'histoire du club.
Le FC Ciudad de La Habana n'existe plus. En effet, depuis 2010, l'ancienne province de La Havane est découpée en trois provinces : Artemisa, Mayabeque et La Havane. Ces trois provinces ont chacune une équipe qui les représente en championnat.

## Les clubs participants
- FC Villa Clara
- FC Cienfuegos
- FC Artemisa
- FC Pinar del Río
- CF Camagüey
- FC La Habana
- FC Matanzas
- FC Isla de la Juventud
- FC Ciego de Ávila
- FC Mayabeque
- FC Sancti Spíritus
- CF Granma
- FC Guantánamo
- FC Holguín
- FC Santiago de Cuba
- FC Las Tunas

## Compétition
Le barème de points servant à établir les différents classement se décompose ainsi :
- Victoire : 3 points
- Match nul : 1 point
- Défaite : 0 point

### Première phase
| Rang | Équipe                 | Pts | J | G | N | P | Bp | Bc | Diff |  | Résultats (▼ dom., ► ext.) | PdR | LaH | Art | IsJ |
| ---- | ---------------------- | --- | - | - | - | - | -- | -- | ---- |  | -------------------------- | --- | --- | --- | --- |
| 1    | FC Pinar del Río       | 13  | 6 | 4 | 1 | 1 | 12 | 6  | +6   |  | FC Pinar del Río           |     | 0-0 | 2-1 | 4-1 |
| 2    | FC La Habana           | 9   | 6 | 2 | 3 | 1 | 10 | 4  | +6   |  | FC La Habana               | 3-1 |     | 5-0 | 0-0 |
| 3    | FC Artemisa            | 7   | 6 | 2 | 1 | 3 | 6  | 11 | -5   |  | FC Artemisa                | 1-2 | 2-1 |     | 1-1 |
| 4    | FC Isla de la Juventud | 3   | 6 | 0 | 3 | 3 | 3  | 10 | -7   |  | FC Isla de la Juventud     | 0-3 | 1-1 | 0-1 |     |

| Rang | Équipe          | Pts | J | G | N | P | Bp | Bc | Diff |  | Résultats (▼ dom., ► ext.) | VCl | Cie | Mat | May |
| ---- | --------------- | --- | - | - | - | - | -- | -- | ---- |  | -------------------------- | --- | --- | --- | --- |
| 1    | FC Villa ClaraT | 13  | 6 | 4 | 1 | 1 | 18 | 6  | +12  |  | FC Villa ClaraT            |     | 2-1 | 2-2 | 8-1 |
| 2    | FC Cienfuegos   | 12  | 6 | 4 | 0 | 2 | 10 | 6  | +4   |  | FC Cienfuegos              | 1-1 |     | 1-3 | 2-1 |
| 3    | FC Matanzas     | 8   | 6 | 2 | 2 | 2 | 9  | 9  | 0    |  | FC Matanzas                | 0-2 | 0-3 |     | 1-1 |
| 4    | FC Mayabeque    | 1   | 6 | 0 | 1 | 5 | 4  | 20 | -16  |  | FC Mayabeque               | 1-4 | 0-2 | 0-3 |     |

| Rang | Équipe             | Pts | J | G | N | P | Bp | Bc | Diff |  | Résultats (▼ dom., ► ext.) | Cam | CAv | LTu | SSp |
| ---- | ------------------ | --- | - | - | - | - | -- | -- | ---- |  | -------------------------- | --- | --- | --- | --- |
| 1    | CF Camagüey        | 9   | 6 | 2 | 3 | 1 | 9  | 5  | +4   |  | CF Camagüey                |     | 1-2 | 1-1 | 0-0 |
| 2    | FC Ciego de Ávila  | 7   | 6 | 1 | 4 | 1 | 5  | 5  | 0    |  | FC Ciego de Ávila          | 0-0 |     | 1-1 | 1-1 |
| 3    | FC Las Tunas       | 7   | 6 | 1 | 4 | 1 | 6  | 7  | -1   |  | FC Las Tunas               | 1-3 | 1-1 |     | 2-1 |
| 4    | FC Sancti Spíritus | 6   | 6 | 1 | 3 | 2 | 4  | 7  | -3   |  | FC Sancti Spíritus         | 1-4 | 1-0 | 0-0 |     |

| Rang | Équipe              | Pts | J | G | N | P | Bp | Bc | Diff |  | Résultats (▼ dom., ► ext.) | Gua | Hol | Gra | SCu |
| ---- | ------------------- | --- | - | - | - | - | -- | -- | ---- |  | -------------------------- | --- | --- | --- | --- |
| 1    | FC Guantánamo       | 9   | 6 | 2 | 3 | 1 | 6  | 6  | 0    |  | FC Guantánamo              |     | 2-0 | 1-1 | 0-3 |
| 2    | FC Holguín          | 9   | 6 | 3 | 0 | 3 | 5  | 6  | -1   |  | FC Holguín                 | 0-1 |     | 1-0 | 2-0 |
| 3    | CF Granma           | 8   | 6 | 2 | 2 | 2 | 9  | 7  | +2   |  | CF Granma                  | 2-2 | 3-1 |     | 3-0 |
| 4    | FC Santiago de Cuba | 7   | 6 | 2 | 1 | 3 | 5  | 6  | -1   |  | FC Santiago de Cuba        | 0-0 | 0-1 | 2-0 |     |

|  | Qualification pour la seconde phase |
|  | Relégation en Torneo de Ascenso     |
|  | T : Tenant du titre                 |

### Seconde phase
| Rang | Équipe            | Pts | J  | G  | N | P  | Bp | Bc | Diff |
| ---- | ----------------- | --- | -- | -- | - | -- | -- | -- | ---- |
| 1    | CF Camagüey       | 38  | 21 | 11 | 5 | 5  | 22 | 12 | +10  |
| 2    | FC La Habana      | 37  | 21 | 10 | 7 | 4  | 29 | 14 | +15  |
| 3    | FC Pinar del Río  | 34  | 20 | 10 | 4 | 6  | 17 | 16 | +1   |
| 4    | FC Villa ClaraT   | 33  | 20 | 9  | 6 | 5  | 27 | 17 | +10  |
| 5    | FC Cienfuegos     | 27  | 21 | 7  | 6 | 8  | 22 | 21 | +1   |
| 6    | FC Guantánamo     | 21  | 20 | 4  | 9 | 7  | 14 | 19 | -5   |
| 7    | FC Ciego de Ávila | 19  | 21 | 4  | 7 | 10 | 19 | 29 | -10  |
| 8    | FC Holguín        | 12  | 20 | 2  | 6 | 12 | 9  | 31 | -22  |

|  | Qualification pour la phase finale |
|  | T : Tenant du titre                |

### Phase finale

#### Demi-finales
| Équipe 1         | Résultat | Équipe 2     | Aller | Retour |
| ---------------- | -------- | ------------ | ----- | ------ |
| FC Villa Clara   | 4 - 2    | CF Camagüey  | 3 - 2 | 1 - 0  |
| FC Pinar del Río | 5 - 4    | FC La Habana | 2 - 2 | 3 - 2  |

#### Finale
| Équipe 1         | Résultat | Équipe 2       | Aller | Retour |
| ---------------- | -------- | -------------- | ----- | ------ |
| FC Pinar del Río | 0 - 7    | FC Villa Clara | 0 - 3 | 0 - 4  |

### Torneo de Ascenso 2014
Disputé en janvier 2014 avec deux poules de 4 équipes dont les deux premiers disputent les demi-finales puis la finale du tournoi. Les deux finalistes restent en première division. Tous les matchs sont disputés à Sancti Spíritus dans la province éponyme.
Groupe A
- Participants : FC Artemisa, CF Granma, FC Santiago de Cuba, FC Mayabeque
- Qualifiés : FC Artemisa et CF Granma

Groupe B
- Participants : FC Sancti Spíritus, FC Las Tunas, FC Isla de la Juventud, FC Matanzas
- Qualifiés : FC Sancti Spíritus et FC Las Tunas

Demi-finales
| Équipe 1           | Résultat           | Équipe 2    |
| ------------------ | ------------------ | ----------- |
| FC Sancti Spíritus | 1-1 a.p. (5 tab 4) | CF Granma   |
| FC Las Tunas       | 1-1 a.p. (4 tab 3) | FC Artemisa |

Finale
La finale n'est pas disputée, le FC Sancti Spíritus et le FC Las Tunas se maintiennent en première division.

## Bilan de la saison
| Championnat de Cuba de football 2013 | |
| Champion                             | FC Villa Clara (13e titre)                                                                                                |
| Qualifications continentales         | |
| CFU Club Championship 2014           | Aucun |
| Promotions et relégations            | |
| Promus en Campeonato Nacional        | FC Sancti Spíritus (se maintient en première division)                                                                    |
| Promus en Campeonato Nacional        | FC Las Tunas (se maintient en première division)                                                                          |
| Relégués en Torneo de Ascenso        | FC Sancti Spíritus FC Las Tunas FC Santiago de Cuba CF Granma FC Mayabeque FC Matanzas FC Artemisa FC Isla de la Juventud |